# Kirchenkreis Eschwege
Der Kirchenkreis Eschwege war ein Kirchenkreis der Evangelischen Kirche von Kurhessen-Waldeck (EKKW) im Sprengel Kassel. Zum 1. Januar 2020 fusionierte er mit dem benachbarten Kirchenkreis Witzenhausen zum Kirchenkreis Werra-Meißner.
In den 78 Gemeinden des Kirchenkreises lebten 39.000 evangelische Christen. Es bestanden 12 Kindertagesstätten in kirchlicher Trägerschaft, eine Familienbildungsstätte sowie das Kirchenkreisamt in Eschwege, das auch für den Kirchenkreis Witzenhausen zuständig war. Letzter Leiter des Kirchenkreises war Dekan Dr. Martin Arnold. Der Kirchenkreis bestand seit 1924, als die neue Verfassung der Evangelischen Landeskirche in Hessen-Kassel, der Vorgängerkirche der EKKW, in Kraft trat.

## Gemeinden
Der Kirchenkreis erstreckte sich in etwa über die politischen Gemeinden des Altkreises Eschwege: Berkatal, Meißner, Meinhard, Wehretal, Eschwege, Wanfried, Weißenborn, Waldkappel, Sontra, Ringgau und Herleshausen.

## Lage
Er grenzte an die kurhessischen Kirchenkreise Witzenhausen im Norden, Melsungen im Westen und Rotenburg im Süden sowie an die Evangelische Kirche in Mitteldeutschland im Osten.